# مونيكا شتاينر
مونيكا شتاينر (بالإنجليزية: Monika Steiner)‏ هي رسامة أمريكية، ولدت في 1972 في Konolfingen ‏ في سويسرا.